# Sylvia Braun
Sylvia Braun (* 1972 in Hanau) ist eine deutsche Kommunalpolitikerin (FDP) und seit dem 1. April 2020 Bürgermeisterin von Bruchköbel.
Braun wuchs in Gründau auf. Mit 16 Jahren begann sie eine Ausbildung im Mittleren Dienst der hessischen Polizei. Später studierte sie an der Verwaltungsfachhochschule und war dann als Kriminalhauptkommissarin tätig.
Sie ist Mitglied der FDP. 2011 kam sie als Nachrückerin in die Stadtverordnetenversammlung von Bruchköbel und übernahm dort 2012 den Vorsitz der FDP-Fraktion. Am 10. November 2019 wurde sie in der Stichwahl mit 69,8 % der Stimmen zur 1. Bürgermeisterin von Bruchköbel gewählt. Ihre Amtseinführung war am 1. April 2020, damit folgt sie auf Günter Maibach (CDU), welcher das Amt seit 2008 innehatte.